# Кичминский район
Кичминский район — административно-территориальная единица в составе Нижегородского, Кировского краёв и Кировской областей РСФСР, существовавшая в 1929—1932 и 1935—1956 годах. Административный центр — село Кичма.

## История
Кичминский район был образован в 1929 году из Кичминской и части Тожсолинской волости Яранского уезда в составе Котельнического округа Нижегородского края. В 1930 году округа были упразднены и район перешёл в прямое подчинения краю.
20 января 1932 года Кичминский район был упразднён, а его территория разделена между Пижанским, Советским и Яранским районами.
23 января 1935 года Кичминский район был восстановлен в составе Кировского края (с 1936 — Кировской области).
4 июня 1956 года Кичминский район был упразднён, а его территория передана в Пижанский район.

## Административное деление
В 1950 году в состав района входило 14 сельсоветов и 235 населённых пункта:
| № п/п | Сельсовет         | Кол-во НП | Население |
| ----- | ----------------- | --------- | --------- |
| 1     | Больше-Мамаевский | 15        | 812       |
| 2     | Васичевский       | 23        | [[1349    |
| 3     | Войский           | 18        | 1809      |
| 4     | Инзиринский       | 19        | 986       |
| 5     | Казаковский       | 15        | 854       |
| 6     | Кичминский        | 19        | 2544      |
| 7     | Кишкинский        | 12        | 655       |
| 8     | Кочневский        | 12        | 869       |
| 9     | Мушинский         | 17        | 1216      |
| 10    | Сретенский        | 16        | 1136      |
| 11    | Урбежский         | 13        | 676       |
| 12    | Филипповский      | 21        | [[1499    |
| 13    | Чесноковский      | 12        | [[845     |
| 14    | Шаваржаковский    | 23        | [[2128    |